# ペンタカルボニルオスミウム
ペンタカルボニルオスミウム(Osmium pentacarbonyl)は、化学式Os(CO)5の有機オスミウム化合物である。単離可能なオスミウムのカルボニル錯体として、最も単純なものである。ペンタカルボニルオスミウムは、無色の揮発性液体であり、280-290℃で、固体ドデカカルボニル三オスミウムを200気圧の一酸化炭素で処理することにより得られる。対照的に、200気圧の一酸化炭素中での固体ドデカカルボニル三ルビジウムからペンタカルボニルルビジウムへの変換は、160℃というより温和な条件下で生じる。

## 反応

Os_{2}(CO)_{9}に対して提案されている構造

ペンタカルボニルオスミウムのサンプルは、80℃以降に加熱することで、三オスミウムのクラスターに戻る。同様の返還は、ペンタカルボニルルビジウムでは室温でも起こる。
ペンタカルボニルの塩素化は、カチオン性のペンタカルボニル錯体を与える。
Os(CO)5  +  Cl2  →  [Os(CO)5Cl]+Cl-
また紫外線照射により、ペンタカルボニルのヘキサン溶液はエチレンと反応し、一置換、二置換、三置換体が生じる。
Os(CO)5  +  n C2H4  →  Os(CO)5-n(C2H4)n  +  n CO (n = 1,2,3)